# 패트릭 해밀턴

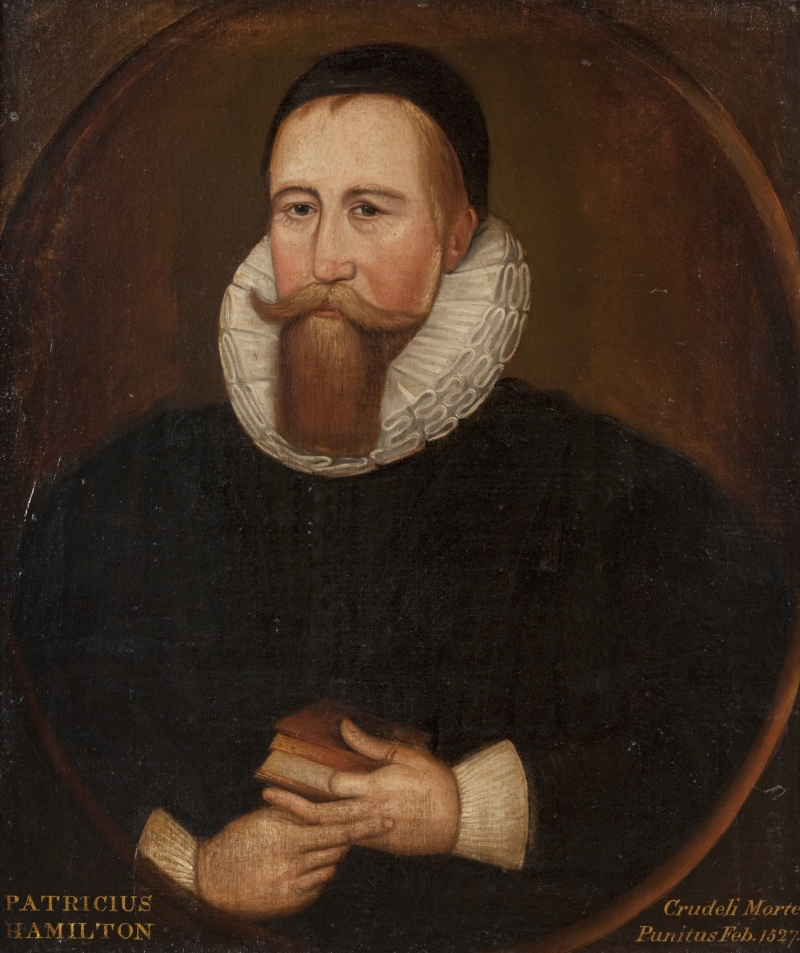
패트릭 해밀턴 초상화

패트릭 해밀턴(Patrick Hamilton, 1504년 - 1528년 2월 29일 )은 스코틀랜드 출신의 종교개혁가이다. 그는 유럽으로 여향을 가서, 개혁주의자들을 만난 뒤 다시 본국으로 돌아와 설교를 하기 시작하였다. 그는 대주교 제임스 비턴에게 이단으로 정죄받고, 세속 정부에게 인도되어 세인트앤드루스에서 화형을 당했다.

## 생애
그는 파리에서 유학시, 독일의 비텐베르크 대학에서 마르틴 루터의 글을 탐독하다가 마틴 루터와 필리프 멜란히톤을 만났다. 1527년에 다시 스코틀랜드로 돌아와, 공개토론과 설교를 하며 교회 개혁을 시작하였다.